# Elwood Cooke
Elwood Thomas Cooke (5 de julio de 1913 - 16 de abril de 2004) fue un tenista estadounidense recordado por haber sido finalista del Campeonato de Wimbledon en 1939.

## Torneos de Grand Slam

### Finalista Individuales (1)
| Año  | Torneo    | Oponente en la final | Resultado           |
| 1939 | Wimbledon | Bobby Riggs          | 6-2 6-8 6-3 3-6 2-6 |

### Campeón Dobles (1)
| Año  | Torneo    | Pareja      | Oponentes en la final      | Resultado       |
| 1939 | Wimbledon | Bobby Riggs | Charles Hare / Frank Wilde | 6-3 3-6 6-3 9-7 |

- Datos: Q2739842
- Multimedia: Elwood Cooke / Q2739842